# Планетариум (фильм)
«Планетариум» (англ. Planetarium) — французско-бельгийский драматический фильм, снятый Ребеккой Злотовски. Мировая премьера ленты состоялась 8 сентября 2016 года на Венецианском международном кинофестивале.

## Сюжет
Фильм рассказывает о двух сёстрах, которые обладают, по слухам, сверхъестественными способностями и умеют общаться с призраками. В Париже они встречают французского продюсера, который желает извлечь для себя выгоду с помощью способностей девушек.

## В ролях
- Натали Портман — Лаура Барлоу
- Лили-Роуз Депп — Кейт Барлоу
- Луи Гаррель — Фернан Прув
- Эммануэль Салинжер — Андре Корбен (прототип — Бернар Натан[англ.])
- Давид Беннент — Жанак
- Амира Казар — Ева Саид

## Производство
Съёмки фильма начались в Париже в конце сентября 2015 года.

## Критика
Фильм получил преимущественно негативные оценки кинокритиков. На сайте Rotten Tomatoes фильм имеет рейтинг 13 % на основе 24 рецензий критиков со средней оценкой 4,5 из 10. На сайте Metacritic фильм получил оценку 44 из 100 на основе 13 рецензий, что соответствует статусу «смешанные или средние отзывы».